# Kilaån, Södermanland

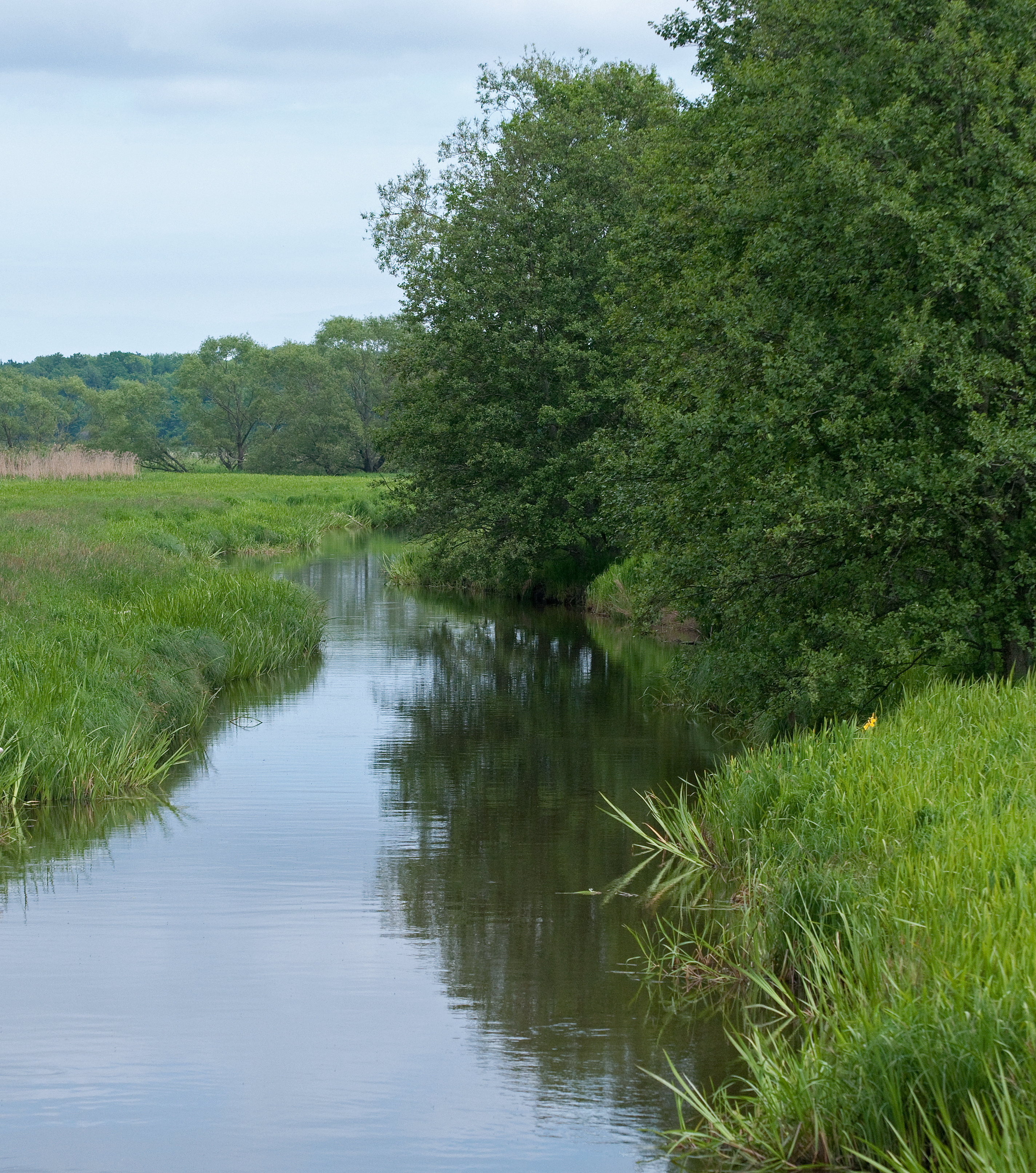
Kilaån där Sörmlandsleden går över Svanviken

Kilaån, å i Södermanland, avrinningsområde 432 kvadratkilometer, längd 63 km inklusive källflöden. Ån rinner österut och mynnar i Stadsfjärden (Östersjön) vid Nyköping, mycket nära Nyköpingsåns mynning. Avrinningsområdet består av 68 procent skog, 5 procent sjö och 27 procent övrig mark (jordbruksmark, tätorter med mera).